# Ilha Grande
Ilha Grande (portugalsky Velký ostrov) je ostrov na pobřeží brazilského státu Rio de Janeiro. Vzhledem k rozloze 193 km² je šestým největším mořským ostrovem v Brazílii. Má členitý hornatý charakter s nejvyšším bodem Pico da Pedra D'Água (1 031 m). Z velké části je porostlý vegetací Atlantického lesa a pobřežními mangrovy, nacházejí se zde biologická rezervace Estadual da Praia do Sul a státní park Ilha Grande. Je vyhledávaným turistickým cílem, především pro své pláže.
Po velkou část 19. století byl ostrov využíván jako karanténa pro nemocné cizince před vstupem do města Rio de Janeiro, později se změnil v kolonii nemocných leprou. Mezi roky 1903 a 1994 fungovala na ostrově věznice Instituto Penal Cândido Mendes. V roce 2019 byl pro svou biodiverzitu a historii společně s nedalekým městem Paraty a dalšími chráněnými územími zapsán na seznam světového dědictví UNESCO.